# Klausturm (Lochau)

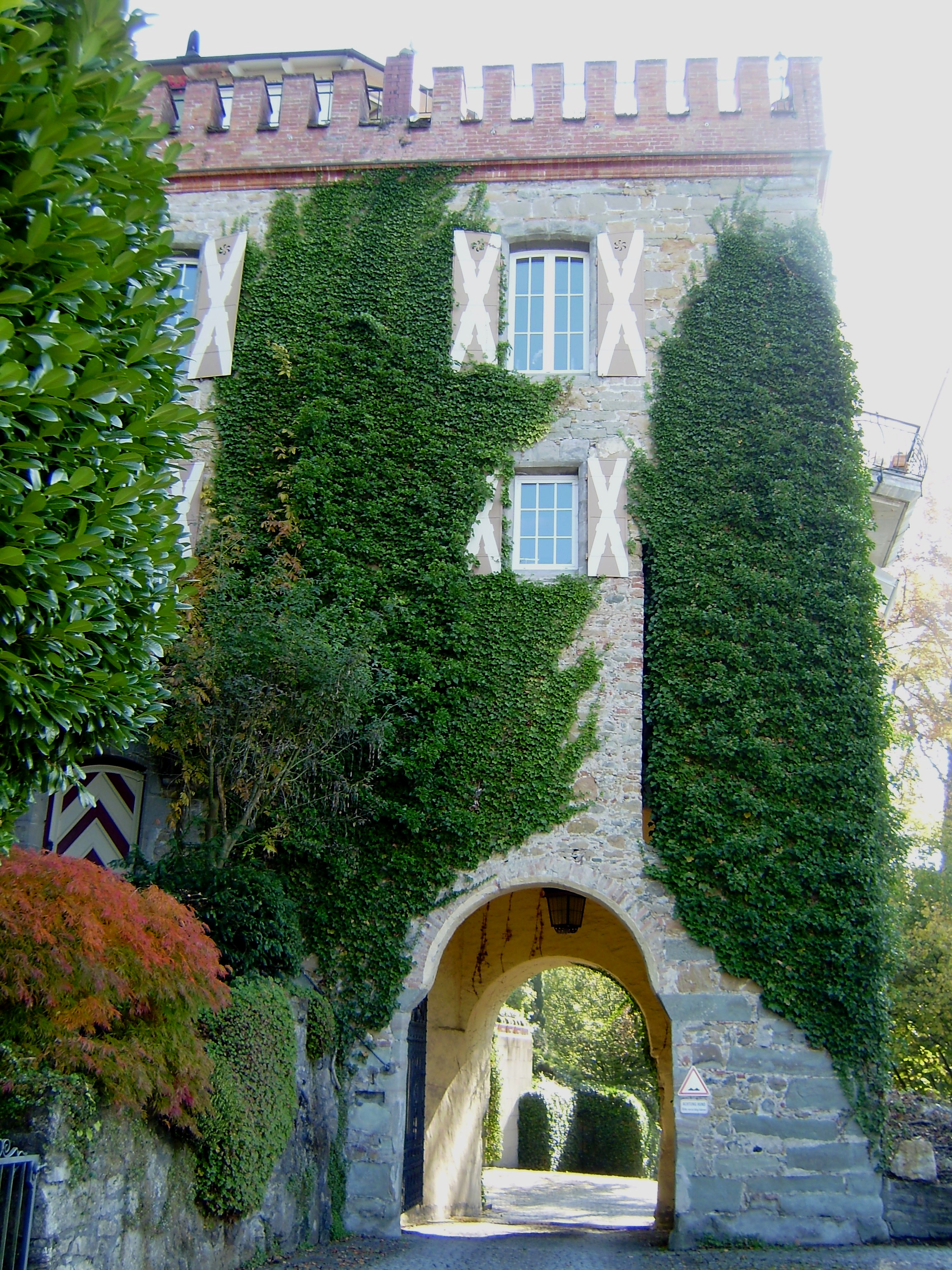
Klausturm von der Hofseite (2011). Durch das Tor mit Zugbrücke verlief ehemals die Straßenverbindung zwischen Lochau und Bregenz

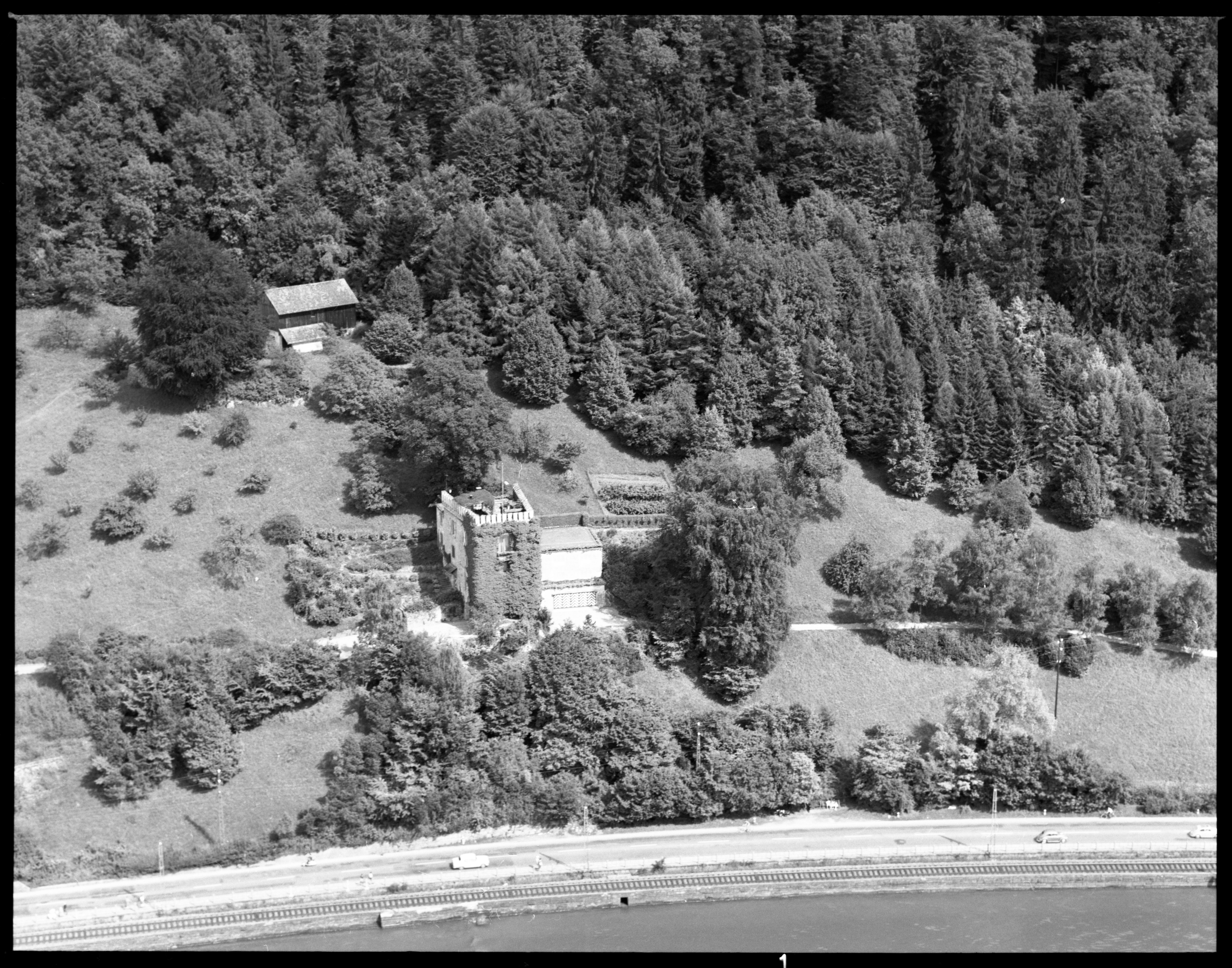
Schrägluftbild des Klausbergs mit dem Klausturm (1959)

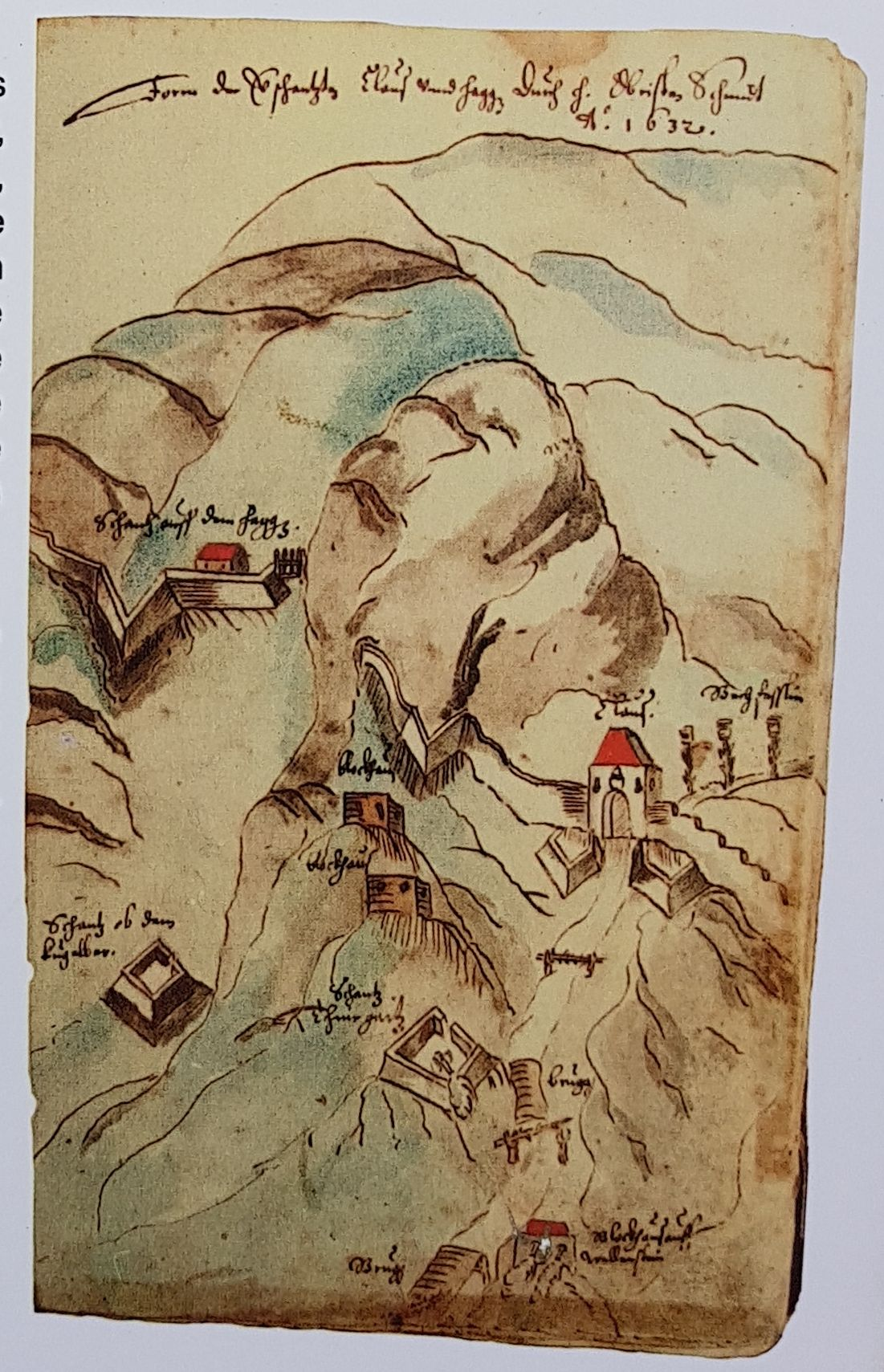
Der Klausberg und die Klause mit dem Klausturm und den Schanzen in einer historischen Darstellung aus dem Jahr 1647

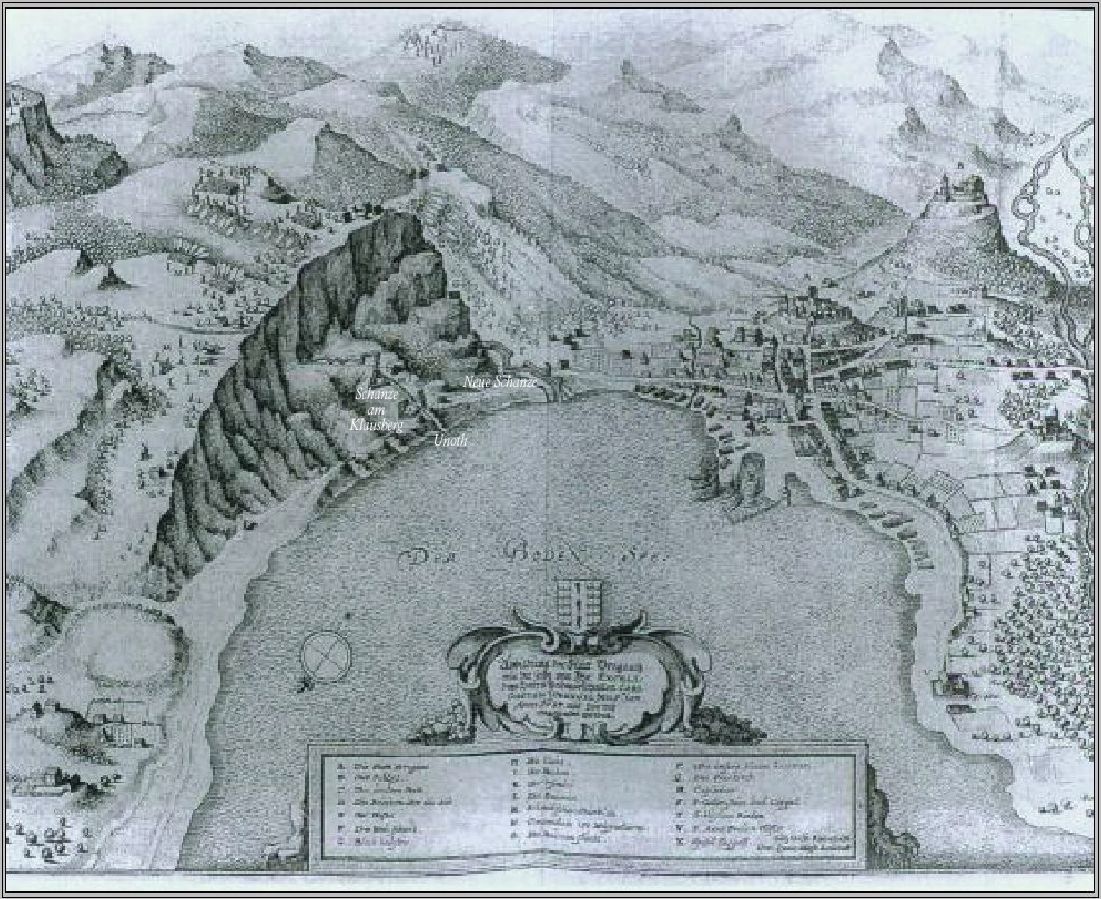
Erstürmung von Bregenz durch die Schweden 1646/47; Theatrum Europaeum (1629–1650), Matthäus Merian;
links im Bild zwischen Steilwand und Seeufer die „Bregenzer Klause“

Der Klausturm ist ein denkmalgeschütztes Objekt und ein Rest der ursprünglich hier befindlichen Sperrwerke an der Klause zwischen der Gemeinde Lochau (früher Gericht Hofrieden) und der Stadt Bregenz in Vorarlberg, Österreich. Der Klausturm steht auf dem Klausberg. Sein heutiges Aussehen mit den Zinnen erhielt der Klausturm erst nach dem Verkauf (Allodialisierung) 1862.

## Name
Der Name des Klausturms stammt von der hier befindlichen geographischen Engstelle (Klause), bei der sich mehrere militärische Sperrwerke befanden – unter anderem der Klausturm – um Vorarlberg vor den Einfällen von Truppen aus dem schwäbischen, bayrischen und württembergischen Raum zu schützen.

## Lage
Der Klausturm liegt auf etwa 417 m ü. A. auf dem Klausberg am westlichen Rand des Gemeindegebiets von Lochau am Ostufer des Bodensees. Zum Zentrum von Lochau sind es etwa 2 Kilometer und zur Stadt Bregenz rund 1,1 Kilometer Luftlinie. Der Bodensee liegt unterhalb des Klausturms, rund 60 Meter westlich entfernt.

## Geschichte
Im Zuge der Appenzellerkriege wurde die Klause am 5. Dezember 1407 von diesen erobert. Ob der Klausturm damals bereits bestand, ist nicht bekannt. Am 6. August 1561 bewilligt Kaiser Ferdinand der Stadt Bregenz die Erbauung einer Brücke über die Bregenzerach (Lauteracher Brücke) mit der Berechtigung, einen Brückenzoll einzuheben. Die Erträgnisse aus dem Brückenzoll sollen zur Erhaltung der Brücke, der Stadtmauer der Festung Bregenz und anderer Befestigungswerke, u. a. dem Klausturm, verwendet werden. Der Klausturm ist daher vor 1561 als Teil der Befestigungswerke u. a. zum Schutz der Festung Bregenz errichtet worden.
Im Zuge des Dreißigjährigen Kriegs (1618–1648) wurden 1630, als unmittelbare Kriegsgefahr durch anrückende Schweden unter dem Feldherrn Carl Gustaf Wrangel auch bei Lochau und Bregenz bestand, der Klausturm und andere Abwehrstellen in Richtung Allgäu/Schwaben wieder in Stand gesetzt und verteidigungsbereit gemacht.
Eine wesentliche Änderung der Verkehrssituation beim Klausturm gab es 1831/1832 mit der Verlegung der Straße an das Bodenseeufer, wo sie noch heute verläuft. Diese Straße von Lochau bis nach Bregenz wurde dann bis 1836 fertig ausgebaut. Seither ist der Klausturm nicht mehr Teil der öffentlichen Straßenverbindung zwischen Lochau und Bregenz und hat auch keine militärische Bedeutung mehr.
1862 wurde der Klausturm vom Sohn des ehemaligen bayrischen Besatzungskommissärs Carl Ernst Freiherr von Gravenreuth, Maximilian, renoviert. Den Turm und die Grundstücke darum hatte die Familie bereits zuvor 1852 erworben. Bei der Renovierung wurde das Aussehen des Turms auch außen wesentlich verändert und wurden die markanten Zinnen aufgesetzt (die es zuvor nicht gab) sowie ein Balkon angebaut.

## Park
Um den Klausturm und die Villa Gravenreuth befindet sich ein im 19. Jahrhundert angelegter herrschaftlich ausgestalteter Park mit wertvollem, altem Baumbestand. Der Klausturm und die daneben stehende Villa Gravenreuth waren von 1919 bis 1928 im Eigentum des Juweliers Halder aus Wien und sind seit 1928 im Eigentum der Unternehmerfamilie Huber-Sannwald.

## Gloriette

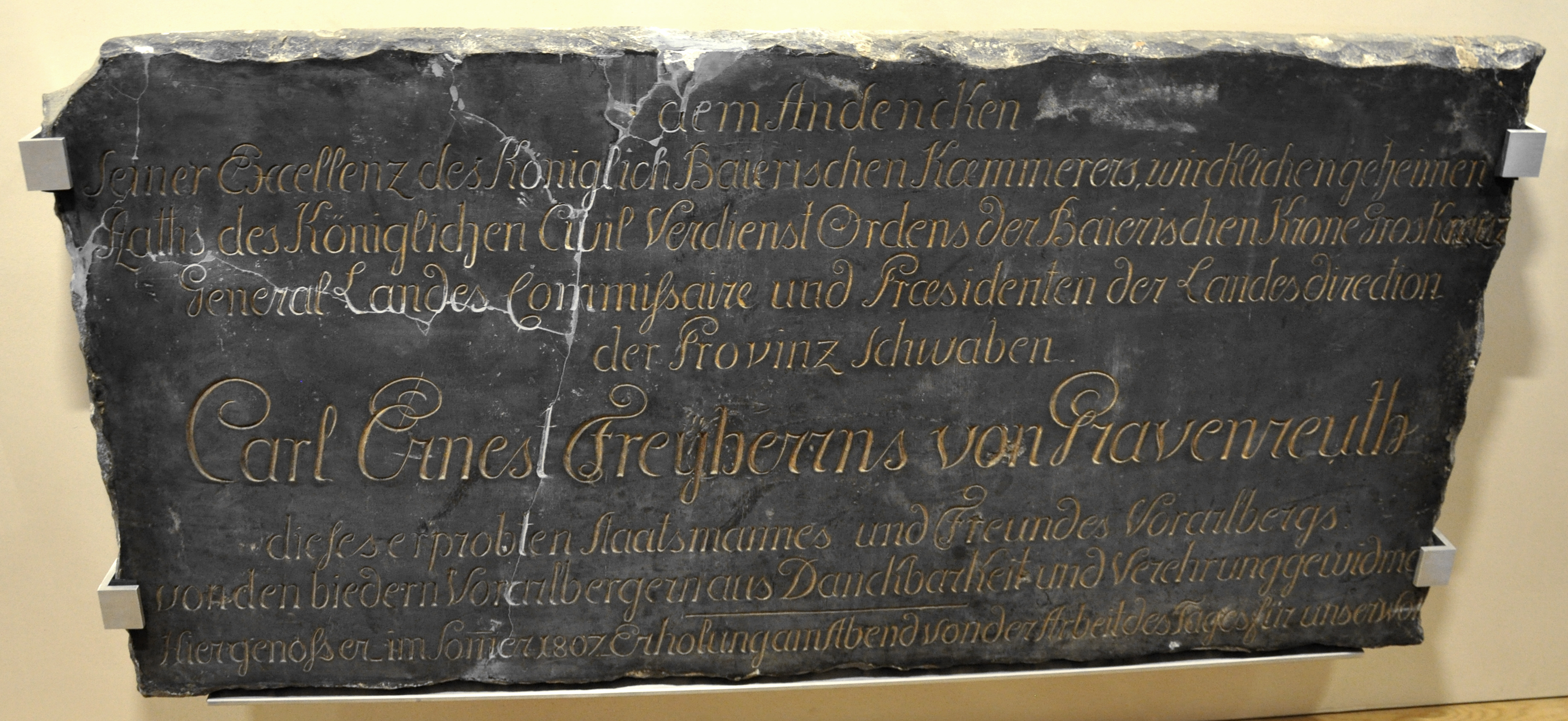
Gedenkplatte für Carl Ernst Freiherr von Gravenreuth aufgrund seiner Verdienste um das Land Vorarlberg unter bayerischer Herrschaft, aufgestellt nach 1807 bei der Gloriette beim Klausturm

Beim Klausturm wurde 1807 von den Vorarlberger Landständen zu Ehren des Besatzungskommissärs Carl Ernst Freiherr von Gravenreuth eine Gloriette in Form eines kleinen römischen Tempels erbaut (Gravenreuth‘s Ruh genannt). Der Besatzungskommissär wanderte gerne hierher, um den Sonnenuntergang über dem Bodensee zu genießen. Durch den Frieden von Preßburg gehörte Vorarlberg, Tirol und andere Gebiete von 1806 bis 1814 zu Bayern. Die Gloriette wurde in den 1950er Jahren ersatzlos abgebrochen.